# Paralagarosolen fangianum
Paralagarosolen fangianum là một loài thực vật có hoa trong họ Tai voi. Loài này được Y.G. Wei mô tả khoa học đầu tiên năm 2004.